# Arlanzón (Burgos)
Arlanzón ist ein Ort und eine Gemeinde (municipio) mit 424 Einwohnern (Stand: 2024) im Zentrum der Provinz Burgos in der Autonomen Gemeinschaft Kastilien und León. Der Ort liegt am Jakobsweg (Camino Francés). Die gesamte Gemeinde gehört zur bevölkerungsarmen Bergregion der Serranía Celtibérica.

## Lage und Klima
Die Gemeinde Arlanzón liegt etwa 14 km (Fahrtstrecke) ostsüdöstlich der Provinzhauptstadt Burgos in einer Höhe von ca. 999 m. Durch die Gemeinde führt der Río Arlanzón. Das Klima ist gemäßigt bis warm; Regen (ca. 612 mm/Jahr) fällt übers Jahr verteilt.
Hier zieht sich der Vía Verde de la Sierra de la Demanda, ein Grünzug einer früheren Eisenbahnstrecke, von Arlanzón nach Monterrubio de la Demanda.

## Gliederung
Die Gemeinde besteht neben dem Hauptort Arlanzón aus den Ortschaften
- Agés
- Galarde
- Santovenia de Oca
- Villalbura
- Villamórico
- Zalduendo

## Bevölkerungsentwicklung
| 1900 | 1910 | 1920 | 1930 | 1940 | 1950 | 1960 | 1970 | 1980 | 1990 | 2000 | 2010 | 2017 |
| ---- | ---- | ---- | ---- | ---- | ---- | ---- | ---- | ---- | ---- | ---- | ---- | ---- |
| 637  | 618  | 635  | 591  | 488  | 517  | 509  | 315  | 583  | 404  | 375  | 424  | 414  |

## Wirtschaft
Die Region ist seit Jahrhunderten nahezu ausschließlich von der Landwirtschaft geprägt.
Hier wird der Arlanzón-Käse, ein Schafskäse, hergestellt.

## Sehenswürdigkeiten
- Eulalienkirche in Agés
- Laurentiuskirche in Galarde
- Eugenienkirche in Santovenia de Oca

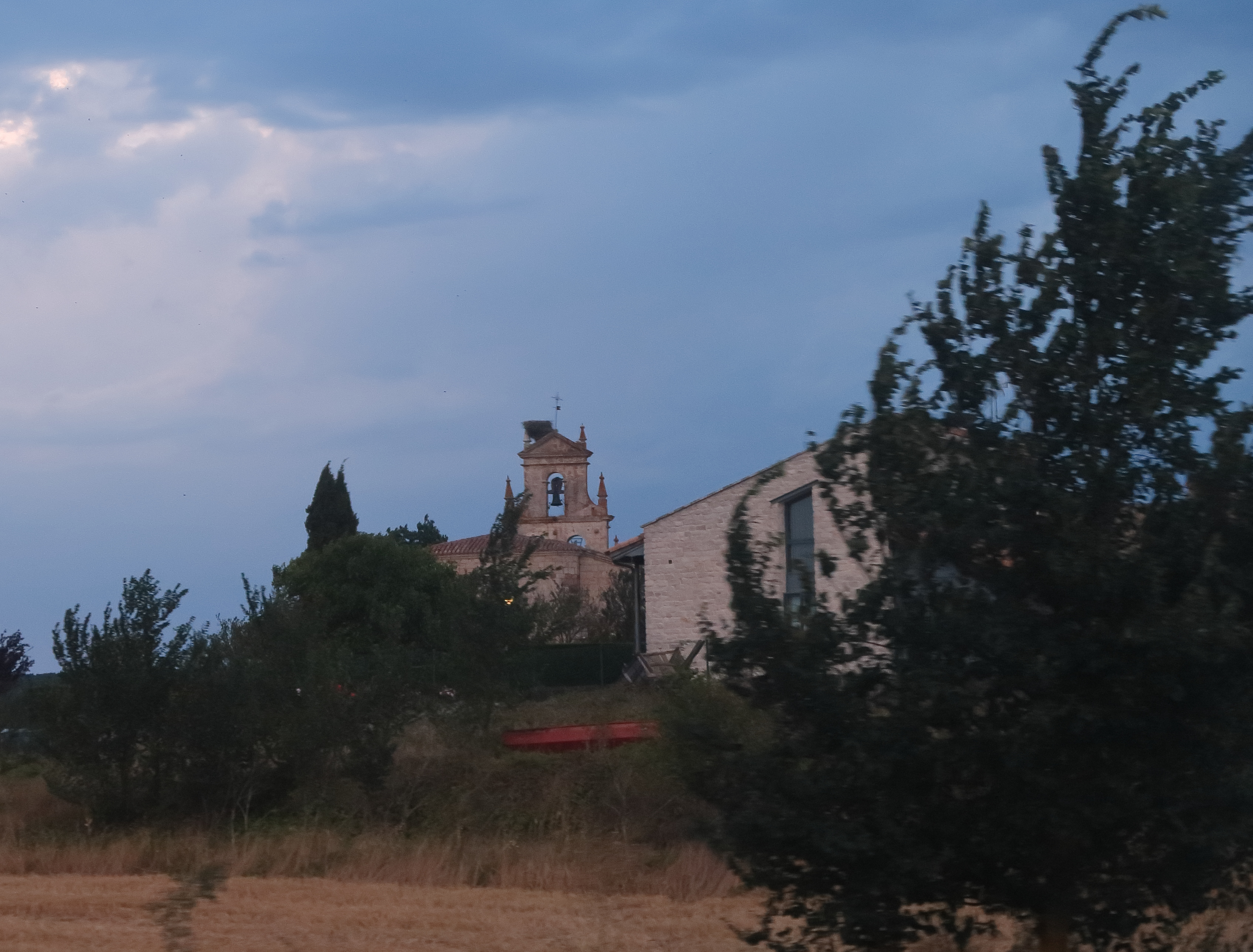
Kirche von Agés (Iglesia de Santa Eulalia)
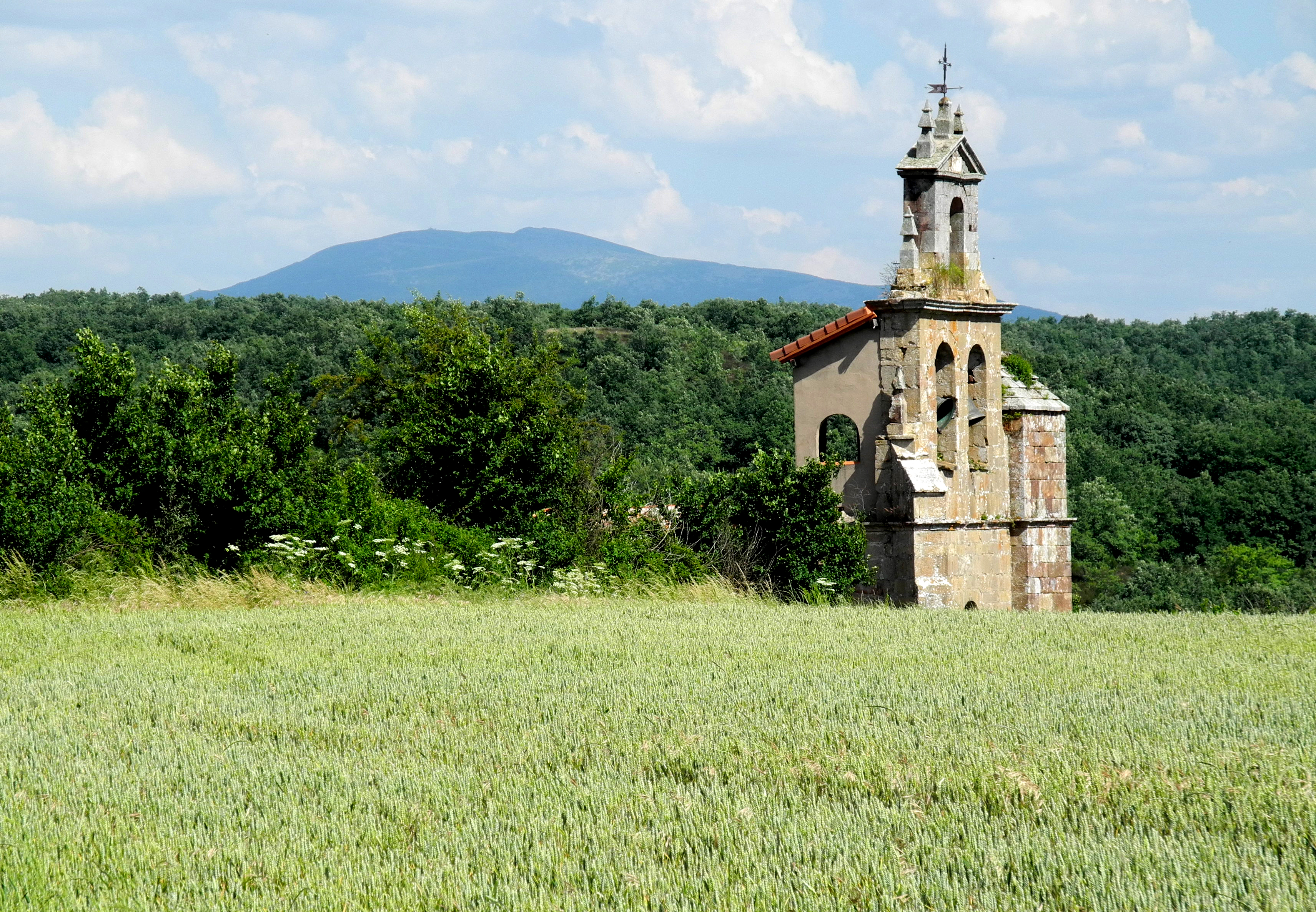
Kirche von Galarde (Iglesia de San Lorenzo)
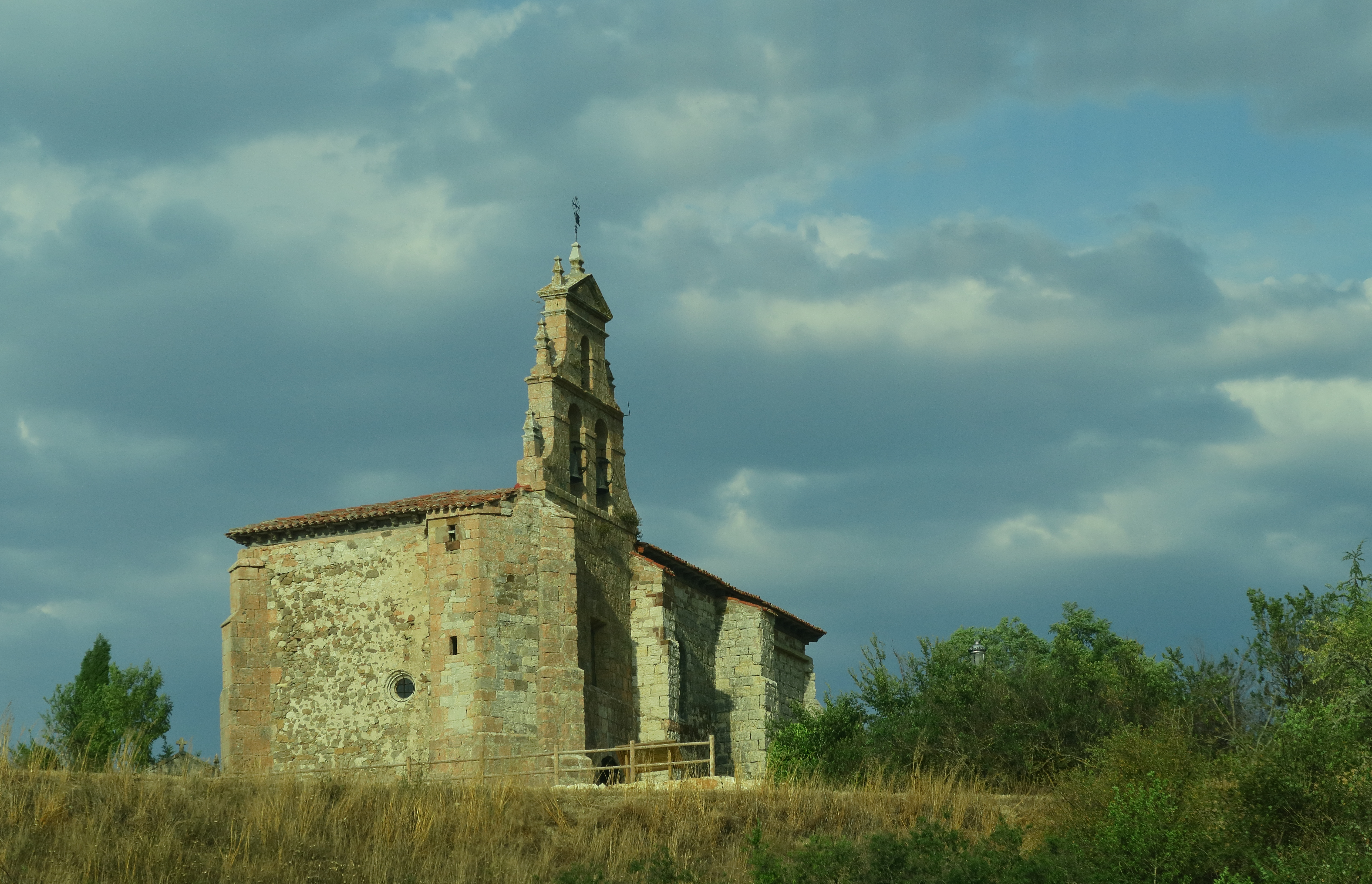
Kirche von Santovenia de Oca (Iglesia de Santa Eugenia)

## Persönlichkeiten
- José García Cortázar (1892–1965), Oberkaplan der Blauen Division
- Ramón del Hoyo López (* 1940), Bischof von Cuenca (1996–2005), Bischof von Jaén (2005–2016)